# José María Cañadas Bueno

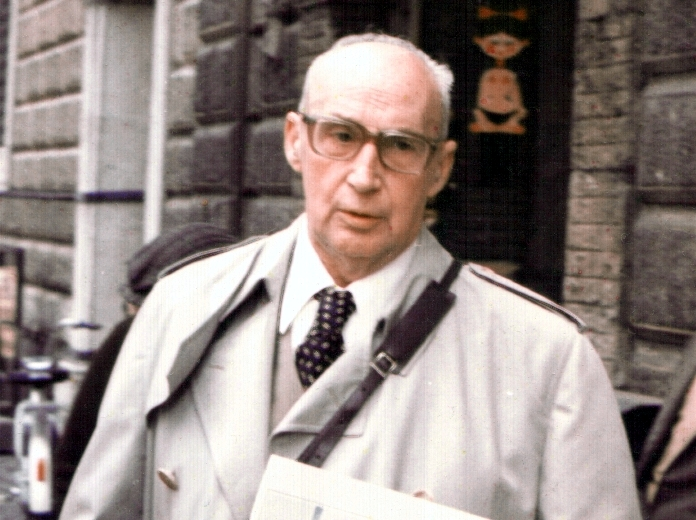
José María Cañadas Bueno

José María Cañadas Bueno (* 14. April 1897 in Granada; † 9. Januar 1975 in Sevilla) war ein spanischer Gynäkologe und Anatom.

## Leben
José María Cañadas war Sohn eines Arztes. Nach seiner Ausbildung, die er mit mehreren Auszeichnungen abschloss, bewarb er sich als Militärarzt in Madrid. Unzufrieden mit dieser Stellung wechselte er nach einem Jahr zur Marine. In dieser Zeit war er Leibarzt des Prinzen  Albert I. von Monaco und erhielt für diese Tätigkeit einen Orden. 
Danach arbeitete Cañadas als Bezirksleiter der neu geschaffenen Gesundheitsbehörden (Cuerpo de Sanidad Nacional) in Pontevedra und Logroño und gründete die dortigen Hygieneinstitute. Mit 31 Jahren wurde er zum Professor für Anatomie an der Universität Sevilla berufen. Dort hatte er außerdem die Position des städtischen Arztes für Geburtshilfe inne. 

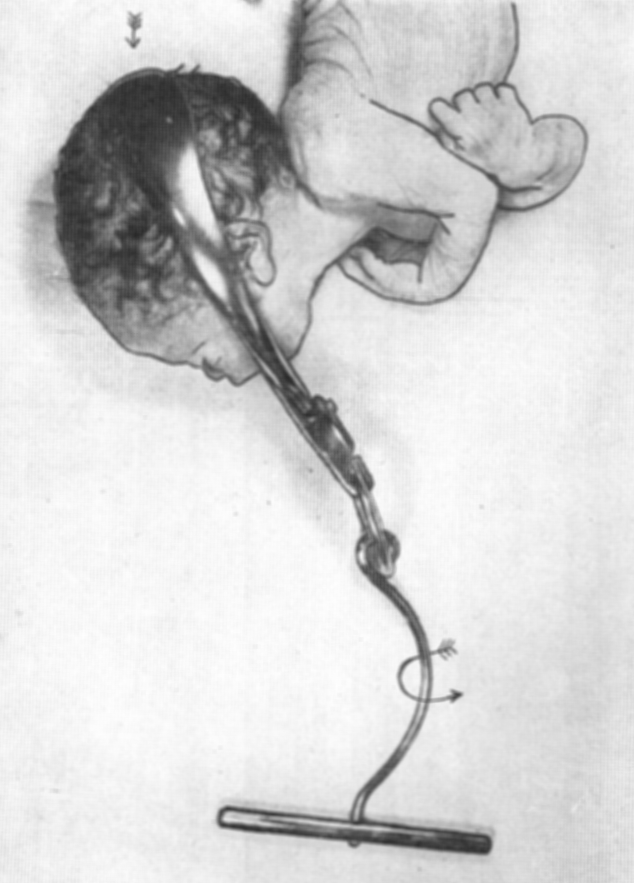
Geburtszange von Cañadas

1935 ließ Cañadas eine Geburtszange patentieren, deren Form eine schonendere Geburt ermöglichte. Diese Erfindung wurde immerhin so bekannt, dass der Humorist Álvaro de Laiglesia sie erwähnte: „Die Andalusier sind so originell, dass sie sogar ihren Geburtszangen die Form von Kastagnetten geben.“
Ab 1936 engagierte sich Cañadas in der Falange-Bewegung. Er war Mitglied des ersten Triumvirates in Sevilla. Als Mediziner fiel ihm dabei die Organisation des Gesundheitswesens in Sevilla zu. Er leitete unter anderem das kommunale Geburtskrankenhaus und die Gesundheitsbehörde des Hafens. Nach dem Bürgerkrieg engagierte sich Cañadas nicht wieder politisch. 
Im Studienjahr 1939/1940 war José María Cañadas Gastprofessor für topografische Anatomie an der Universität Barcelona. Nach 1945 erhielt er erneut eine Stellung als Geburtsarzt an einer Klinik in Sevilla. 1949 wurde er zum Vizedekan der medizinischen Fakultät berufen und 1959 schließlich zum Dekan. Mit einer Vorlesung über Tumoren des Eierstocks wurde Cañadas 1966 Mitglied der königlichen medizinischen Akademie. Ein Jahr darauf wurde er pensioniert und gründete ein anatomisches Museum. Er starb 1975 an einem Krebsleiden. 
Neben seiner medizinischen Tätigkeit war er in den Ateneo genannten Kulturvereinen engagiert. Außerdem war er ein geschickter Zeichner und schuf Gemälde und Skulpturen. 

## Schriften
- Notas a la cirurgía naval. Logroño 1923
- „Fórceps fisiológico“ en las presentaciones de cara. Barcelona 1936
- La anatomia como base de los estudios médicos. Sevilla 1962
- Estudio embriológico y clínico de los tumores del ovario. Sevilla 1966
- mit José Balen García: Profilaxis de la mortalidad materna e infantil precoz. Madrid 1950